# 科特羅馬尼奇王朝
科特羅馬尼奇王朝（塞爾維亞語：Котроманић）是中世紀後期的一個王朝，十三世紀至十五世紀統治波士尼亞邦、波士尼亞王國。

## 君主

### 邦主
- 普里耶茲達一世，1250—1287
- 普里耶茲達二世，1287—1290
- 斯特凡一世，1287—1314
- 斯特凡二世，1322—1353

### 國王
- 特維科一世，1377—1391
- 斯特凡·達比沙，1391—1395
- 斯特凡·奧斯托亞，1398—1404、1409—1418
- 斯特凡·奧斯托伊奇，1418—1420
- 特維科二世，1404—1409、1420—1443
- 斯特凡·托馬斯，1443—1461
- 斯特凡·托馬瑟維奇，1461—1463